# El Rey
El Rey (littéralement « le roi ») est une chaîne de télévision américaine lancée le 15 décembre 2013 par le réalisateur Robert Rodriguez, en partenariat avec Univision Network. La chaîne vise surtout un public latino-américain. Elle est disponible aux États-Unis sur DirecTV, Time Warner Cable et Comcast. À partir d’aout 2021, elle devient une plateforme de streaming.

## Historique
Dans le cadre d'un rapprochement avec NBCUniversal, Comcast Corporation décide de lancer la création de plusieurs petites chaines de télévision. En février 2012, Comcast annonce la création de quatre chaines, dont El Rey.
Robert Rodriguez s'associe ensuite à John Fogelman et Cristina Patwa de FactoryMade Ventures. La chaine diffusera de la télé-réalité, des documentaires, des news, de la musique, des séries télévisées, etc..
En novembre 2013, la production de la série télévisée Une nuit en enfer (From Dusk till Dawn: The Series) est annoncée. Il s'agit de l'adaptation du film Une nuit en enfer (La Nuit la plus longue au Québec) réalisé par Robert Rodriguez et sorti en 1996 au cinéma. La série est diffusée dès le 11 mars 2014 sur la chaîne et à l'international sur Netflix.
Depuis mai 2014, Robert Rodriguez anime la série documentaire The Director's Chair with Robert Rodriguez. Il reçoit de grands réalisateurs. Le premier accueille John Carpenter. Il est suivi par Guillermo del Toro et propose ensuite un double épisode sur Quentin Tarantino.
Dès l'été 2014, la chaine diffuse la série Matador créée notamment par Roberto Orci. La série s'arrête après treize épisodes, faute de succès international.
La chaine a également signé un partenariat avec Mark Burnett et l’Asistencia Asesoría y Administración, une fédération de lucha libre, pour l'émission Lucha Underground.
La chaîne cesse ses activités le 31 décembre 2020,. À partir d’aout 2021, elle revient sous la forme d'une plateforme de streaming.

## Programmes

### Programmes actuels
- 2014- : Une nuit en enfer (From Dusk till Dawn: The Series) (série télévisée)
- 2014- : Lucha Underground (émission sur la lucha libre)
- 2014- : The Director's Chair with Robert Rodriguez (série d'interview de réalisateurs)

### Programmes ensyndication
- Constantine
- Red vs. Blue
- La Treizième Dimension (The Twilight Zone)

### Anciens programmes
- 2014 : Matador (série télévisée)

### Films
- diffusion du film suédois Kung Fury le 28 mai 2015[10]